# Birdy (Film)
Birdy ist ein US-amerikanischer Antikriegsfilm von Alan Parker aus dem Jahr 1984. Er basiert auf dem gleichnamigen Roman von William Wharton.

## Handlung
Nach einem Einsatz in Vietnam kehren zwei Freunde mit Verletzungen in die Heimat zurück. Sergeant Al Columbato mit physischen, der andere – von allen Birdy genannt – mit mentalen. Dieser scheint in einer Innenwelt zu leben, in welcher er, getrieben von seiner Faszination für Vögel, selbst einer zu sein glaubt. Der Film beschreibt die Besuche des Sergeants bei seinem Freund in der Psychiatrie, in der seine Kriegstauglichkeit wiederhergestellt werden soll. Auf verschiedenen Ebenen beschreibt der Film die Kindheit und Freundschaft der beiden, die Hinwendung Birdys zur Vogelkunde, welche schließlich zum bestimmenden Lebensinhalt werden sollte und schließlich die Vietnamerlebnisse, die beide eindrücklich prägen. Versucht der überzeugte Soldat zunächst, seinen Freund zur Rückkehr zu überreden, kommen ihm allmählich Zweifel daran, ob für Birdy das selbstgewählte Leben nicht doch das richtige ist. Columbato bleiben schließlich nur noch wenige Tage, um seinen Freund in seine Realität zurückzuholen. Nach Ablauf dieser Frist soll Birdy in eine andere Anstalt verlegt und dauerhaft ruhiggestellt werden.
Es gelingt Columbato, die Gedankenwelt Birdys auf eine prägende Erfahrung vor den traumatisierenden Erlebnissen im Krieg und vor der Entwicklung der als Flucht genutzten Vogelliebhaberei zurückzusetzen. Dazu präsentiert er dem Freund einen Koffer mit den Softball- und Baseball-Bällen, die er mit Columbato und seinen Freunden in all den Jahren ihrer Jugend in den Garten von Birdys Mutter geschlagen hat und die diese unter dem Hinweis, ihr Garten sei kein Spielplatz, einbehalten hat. Der Verbleib der Bälle stellte für die Kinder immer ein Rätsel dar und Columbato philosophierte mit Birdy, was seine Mutter mit den Bällen wohl anstellte. Die Tatsache, dass Columbatos damalige Vermutung, dass sie die Bälle aufbewahrt, richtig war, hat für Birdy offensichtlich große Bedeutung. Bei einem anschließenden Versuch Columbatos, den immer noch apathischen Freund aus der Psychiatrie zu befreien, um die drohende Verlegung abzuwenden, gelangen beide auf das Dach. Dort setzt Birdy zu einem Sprung von der Dachkante an, um nach Vogelart davonzufliegen. Unterhalb der Dachkante, für Columbato zunächst unsichtbar, befindet sich jedoch ein niedrigeres Flachdach, auf welchem Birdy, jetzt wieder im Vollbesitz seiner Interaktionsfähigkeit, sicher und unverletzt landet.

## Hintergrund
- Die Vorlage von William Wharton war im Zweiten Weltkrieg angesiedelt.
- Die Filmmusik stammt von Peter Gabriel und wurde auf dem Soundtrack-Album Birdy veröffentlicht.

## Kritiken
„Brillant und mitreißend inszeniertes Psycho-Drama mit überzeugenden Darstellern. In hochemotionalen Bild-Ton-Montagen beschwört der frühere Werbefilmer Parker die Utopie eines freien Lebens, die Schrecken des Krieges und die Solidarität einer Männerfreundschaft. Der geballte Einsatz filmischer Raffinessen wirkt allerdings manchmal allzu berechnet und synthetisch.“

Der Fischer Film Almanach 1986 lobte die auf den Zuschauer überspringende Emotionalität und schränkte ein: „Wie bei den meisten Virtuosen aber können ästhetische Opulenz und noch so raffinierte Gefühligkeit nicht völlig über den Eindruck des Kalküls, der puren Effekthascherei, des Mangels an Wahrheit hinwegtäuschen.“

## Auszeichnungen
- 1984 wurde Birdy vom National Board of Review in die Liste der Besten zehn Filme des Jahres gewählt.
- Bei den Internationalen Filmfestspielen von Cannes 1985 wurde der Film mit dem Großen Preis der Jury ausgezeichnet.
- 1987 erhielt der Film den Publikumspreis der Warsaw Film Week in Warschau.
- Die Deutsche Film- und Medienbewertung (FBW) in Wiesbaden verlieh dem Film das Prädikat besonders wertvoll.